# 橫帶鋸鱗鱸
橫帶鋸鱗鱸，為輻鰭魚綱鱸形目鱸亞目鋸鱗鱸科的其中一種，分布於亞洲湄公河、湄南河、馬來半島、蘇門答臘、婆羅洲淡水流域，本魚體粗短，體色以褐色為主，體側約有6-8條深色橫條紋，體長可達20公分，棲息在水流靜止或緩慢，沿岸植被生長茂密的中、大型河川、湖泊、水塘、沼澤底層水域，屬雜食性，以藻類、水生昆蟲、植物果實、甲殼類等為食，可做為食用魚及觀賞魚。

## 擴展閱讀
維基物種上的相關：橫帶鋸鱗鱸